# AlterEgo (álbum)
AlterEgo es la quinta producción discográfica del grupo d Folk/Fusión Las Capitalinas. Contiene 10 tracks, todos originales de la banda. 
AlterEgo es un Álbum conceptual que está inspirado inicialmente en los 7 Pecados Capitales, y en obras similares como La Divina Comedia de Dante Alighieri. Quitando cualquier tipo de connotación religiosa al concepto de pecado, el disco trata temáticas como el exceso, la autodestrucción, el rol de la mujer en la sociedad actual, así como también el proceso interior que ocurre al realizar un pecado. Contiene 10 tracks, uno por cada pecado, además de una intro que le da el nombre al disco (compuesta por varios pedazos de los temas del disco, a modo de obertura), un tema de cierre y "Mentira", agregado por la banda a los clásicos 7 pecados. 
Su primer sencillo, "Avaricia", se mantuvo durante más de 14 semanas en el ranking "30 chilenos", de Radio Cooperativa

Sobre el disco, la banda ha dicho:

Este disco nace desde una mirada a la realidad en la cual nos encontramos inmersos, los pecados capitales son y serán parte de nuestra existencia, por lo tanto en este trabajo no hay una intención de cuestionar o cambiar el mundo, es solo recoger una temática de la cual no estamos ajenos y que nos sirve de inspiración para hacer música.(Valeska Duarte)

Quisimos tomar un tema que pudiera tener relación con toda la gente y que traspasara generaciones, y frente a eso elegimos ese tema a modo de reflexión, para que la gente también analizara y se pensara como persona en cuanto a lo que cada uno ha hecho en su vida. (Karen Alfaro)

Sobre el título del disco, la banda comentó:

AlterEgo es un concepto que tiene que ver con el “otro yo”; con la segunda personalidad de alguien. Muchas veces nuestras acciones se limitan a nuestra moral o forma de enfrentar la vida, pero cuando rompemos esas barreras ni nosotros nos reconocemos. Bajo este análisis  nace la idea del disco: tomamos los “pecados capitales” y los analizamos desde una perspectiva más aterrizada. En donde la lujuria,  la soberbia, la pereza, entre otros pecados, están al alcance de todos. (Karen Alfaro)

## Lista de canciones
1. "AlterEgo" - 01:18
2. "Avaricia" - 03:25
3. "Pereza" - 04:05
4. "Lujuria" - 02:58
5. "Mentira" - 02:23
6. "Envidia" - 02:37
7. "Ira" - 03:21
8. "Gula" - 03:01
9. "Soberbia"- 01:53
10. "Tentación, placer y culpa" - 07:15

## Singles
1. "Avaricia"
2. "Gula"